# Calliostoma tittarium
Calliostoma tittarium är en snäckart som beskrevs av Dall 1927. Calliostoma tittarium ingår i släktet Calliostoma och familjen Calliostomatidae. Inga underarter finns listade i Catalogue of Life.